# グランド・ラピッズ駅
グランド・ラピッズ駅（英語：Grand Rapids Station）はミシガン州グランドラピッズ センチュリー・アヴェニュー・サウスウェスト440にある駅。 全米各地を結ぶ旅客鉄道のアムトラックが乗り入れている。

## 概要
当駅はシカゴからのペレ・マルケット号の終着駅となっている。1984年のペレ・マルケット号運転開始した時から使用していた駅舎から2014年10月27日にガラスを多用した現代的建築の現駅舎に移転した。現駅舎建設のため連邦鉄道管理局は最終的に460万ドル拠出し、現在の"Vernon J. Ehlers Station"という駅名は連邦政府補助金を得るために尽力した議員の名前から付けられた。

## 利用可能な鉄道路線／列車
アムトラックの停車する列車は下記の通り。
シカゴとグランドラピッズ間の昼行中距離列車ペレ・マルケット号… 1日1往復発着